# Кёрк, Марк
Марк Кёрк (англ. Mark Steven Kirk; род. 15 сентября 1959, Шампейн (Иллинойс)) — американский политический деятель, коммандер резерва ВМС США.
С 2010 по 2017 сенатор США от штата Иллинойс, член Республиканской партии США. На выборах 2016 года проиграл их демократу Тэмми Дакуорт, которая стала первой американкой азиатского происхождения в сенате от штата Иллинойс

## Биография
Родился в городе Шампейн (Иллинойс). Учился в школе New Trier (в пригороде Чикаго) в одном классе с Майклом Роджерсом, будущим директором Агентства национальной безопасности. После окончания школы в 1977 году поступил в колледж Блэкбёрн в Карнвилле. Через два года поступил в Корнеллский университет. Окончил университет со степенью бакалавра истории cum laude. Степень магистра получил в Лондонской школе экономики. Степень доктора права получил в центре права Джорджтаунского университета. Вёл юридическую практику на протяжении 1980-х и 1990-х годов. С 1989 года в рядах резерва ВМС США. В 2001—2010 годах член Палаты представителей США от штата Иллинойс. С ноября 2010 года — младший сенатор США от штата Иллинойс.
Кёрк часто действовал в интересах армянского лобби и в 2005—2009 годах был председателем так называемой Группы по армянским делам Конгресса США.
В 2001 году Кёрк женился на своей коллеге Кимберли Вертолли. В 2009 году они развелись. Кёрк является приверженцем Объединённой Церкви Христа, он проживает в городе Хайленд-Парк (Иллинойс).
В 2011—2015 годах Кёрк сидел за «конфетным столом».
В январе 2012 года Кёрк был вынужден лечь на операцию, после перенесенного ишемического инсульта.
8 ноября 2016 года проиграл на выборах в Сенат США кандидатке Демократической партии Тэмми Дакуорт, и в результате оба сенаторских места от Иллинойса теперь потеряны республиканцами.

## Награды
- Медаль Мхитара Гоша (19 апреля 2012 года, Армения) — за значительный вклад в укрепление и развитие армяно-американских дружественных связей, а также в международное признание Геноцида армян[5]